# 陸上自衛隊補給統制本部
陸上自衛隊補給統制本部（りくじょうじえいたいほきゅうとうせいほんぶ、JGSDF Ground Materiel Control Command:GMCC）は、陸上自衛隊十条駐屯地（東京都北区）に所在する陸上自衛隊の機関のひとつである。略称として「補統（ほとう）」とも呼ばれる。

## 概要
陸上自衛隊が使用する需品・兵器・器材などの調達管理および各方面隊の補給処の運営を統制する。本部長は陸将、副本部長は陸将補が充てられる。また各方面隊の補給任務を担当する機関として、北海道補給処（北海道恵庭市・島松駐屯地）・東北補給処（宮城県仙台市・仙台駐屯地）・関東補給処（茨城県土浦市・霞ヶ浦駐屯地）・関西補給処（京都府宇治市・宇治駐屯地）・九州補給処（佐賀県吉野ヶ里町・目達原駐屯地）の5つの補給処を設置している。2022年（令和4年）12月16日に閣議決定された防衛力整備計画（旧・中期防衛力整備計画）で、南西地域に補給処支処を新編するとともに補給統制本部を改編し、各補給処を一元的に運用することで後方支援能力を強化することが決定され、2025年（令和7年）度概算要求では、補給統制本部を改編した補給本部（仮称）隷下に補給処を編合し常時指揮監督を行う計画が予定されている。

## 沿革
- 1998年（平成10年）3月26日：5つの中央補給処および資材統制隊（十条駐屯地）を統合・改編して、陸上自衛隊補給統制本部と陸上自衛隊関東補給処が発足するとともに、○○地区補給処を○○補給処と改称。
- 2026年（令和8年）3月：補給本部(仮称)への改編に伴い廃止予定。

## 組織編成
- 総務部
- 装備計画部
- 調達会計部
- 情報処理部
- 火器車両部
- 誘導武器部
- 弾薬部
  - 試験室（吉井分屯地）
- 化学部
- 航空部
- 通信電子部
- 需品部
- 施設部
- 衛生部

## 主要幹部
| 官職名                                     | 階級    | 氏名       | 補職発令日     | 前職                                        |
| ------------------------------------------ | ------- | ---------- | -------------- | ------------------------------------------- |
| 陸上自衛隊補給統制本部長 兼 十条駐屯地司令 | 陸将    | 柿野正和   | 2024年08月02日 | 陸上自衛隊関東補給処長 兼 霞ヶ浦駐屯地司令  |
| 副本部長                                   | 陸将補  | 田浦尚之   | 2023年03月30日 | 西部方面総監部幕僚副長                      |
| 総務部長                                   | 1等陸佐 | 栗田昌彦   | 2025年08月01日 | 自衛隊札幌地方協力本部長                    |
| 装備計画部長                               | 1等陸佐 | 菊地康治   | 2025年03月24日 | 西部方面総監部装備部長                      |
| 調達会計部長                               | 1等陸佐 | 清水和彦   | 2023年03月13日 | 陸上自衛隊小平学校会計科部長                |
| 情報処理部長                               | 1等陸佐 | 廣田晃弘   | 2024年03月18日 | 陸上自衛隊九州補給処整備部長                |
| 火器車両部長                               | 1等陸佐 | 久保晃一   | 2025年03月17日 | 防衛装備庁調達事業部武器調達官              |
| 誘導武器部長                               | 1等陸佐 | 德田優一   | 2024年03月28日 | 陸上自衛隊教育訓練研究本部 主任研究開発官   |
| 弾薬部長                                   | 1等陸佐 | 清水望     | 2024年08月01日 | 第15後方支援隊長                            |
| 化学部長                                   | 1等陸佐 | 早川健太郎 | 2025年03月24日 | 陸上幕僚監部装備計画部武器・化学課 化学室長 |
| 航空部長                                   | 1等陸佐 | 森貴義     | 2025年03月17日 | 中部方面総監部総務部長                      |
| 通信電子部長                               | 1等陸佐 | 鷺谷和久   | 2023年12月22日 | 東北方面通信群長                            |
| 需品部長                                   | 1等陸佐 | 澤谷貴弘   | 2025年03月24日 | 陸上自衛隊関東補給処装備計画部長            |
| 施設部長                                   | 1等陸佐 | 阪田洋     | 2024年08月01日 | 陸上自衛隊補給統制本部施設部 補給計画課長   |
| 衛生部長                                   | 1等陸佐 | 品川真之   | 2023年08月01日 | 西部方面衛生隊長                            |

| 代 | 氏名       | 在職期間               | 出身校・期              | 前職                                       | 後職         |
| -- | ---------- | ---------------------- | ----------------------- | ------------------------------------------ | ------------ |
| 01 | 土井義尚   | 1998.3.26 - 1999.3.28  | 防大9期                 | 技術研究本部技術開発官 （陸上担当）        | 退職         |
| 02 | 備後嘉雄   | 1999.3.29 - 2001.3.26  | 防大10期                | 第8師団長                                  | 退職         |
| 03 | 佐藤哲     | 2001.3.27 - 2003.3.26  | 防大12期                | 第12師団長                                 | 退職         |
| 04 | 佐野晃     | 2003.3.27 - 2004.8.29  | 防大13期                | 第11師団長                                 | 退職         |
| 05 | 大久保博一 | 2004.8.30 - 2006.8.3   | 防大15期                | 第6師団長                                  | 退職         |
| 06 | 輪倉昇     | 2006.8.4 - 2007.3.27   | 防大17期                | 第2師団長                                  | 西部方面総監 |
| 07 | 大西正俊   | 2007.3.28 - 2009.3.23  | 防大18期                | 第11師団長                                 | 退職         |
| 08 | 師岡英行   | 2009.3.24 - 2010.7.25  | 防大19期                | 技術研究本部技術開発官 （陸上担当）        | 退職         |
| 09 | 安部隆志   | 2010.7.26 - 2012.3.29  | 生徒15期・ 防大21期     | 第6師団長                                  | 退職         |
| 10 | 堀口英利   | 2012.3.30 - 2013.8.21  | 防大23期                | 第8師団長                                  | 中部方面総監 |
| 11 | 田口義則   | 2013.8.22 - 2015.12.17 | 東京学芸大学 昭和56年卒 | 第9師団長                                  | 退職         |
| 12 | 江口直也   | 2015.12.18 - 2017.3.26 | 防大26期                | 陸上自衛隊関東補給処長 兼 霞ヶ浦駐屯地司令 | 退職         |
| 13 | 金丸章彦   | 2017.3.27 - 2018.7.31  | 防大27期                | 陸上自衛隊関東補給処長 兼 霞ヶ浦駐屯地司令 | 退職         |
| 14 | 山内大輔   | 2018.8.1 - 2020.8.24   | 防大29期                | 陸上自衛隊関東補給処長 兼 霞ヶ浦駐屯地司令 | 退職         |
| 15 | 大塚裕治   | 2020.8.25 - 2023.3.29  | 防大32期                | 陸上自衛隊関東補給処長 兼 霞ヶ浦駐屯地司令 | 退職         |
| 16 | 牛嶋築     | 2023.3.30 - 2024.8.1   | 防大33期                | 陸上総隊司令部幕僚長                       | 東北方面総監 |
| 17 | 柿野正和   | 2024.8.2 -             | 防大34期                | 陸上自衛隊関東補給処長 兼 霞ヶ浦駐屯地司令 |              |